# Потулін
Потулін (пол. Potulin) — село в Польщі, у гміні Ґоланьч Вонґровецького повіту Великопольського воєводства.
Населення — 287 осіб (2011).
У 1975-1998 роках село належало до Пільського воєводства.

## Демографія
Демографічна структура станом на 31 березня 2011 року:
|          | Загалом | Допрацездатний вік | Працездатний вік | Постпрацездатний вік |
| -------- | ------- | ------------------ | ---------------- | -------------------- |
| Чоловіки | 158     | 47                 | 102              | 9                    |
| Жінки    | 129     | 29                 | 72               | 28                   |
| Разом    | 287     | 76                 | 174              | 37                   |